# أحمد الخمليشي
أحمد الخمليشي علامة ومفكر مغربي ومدير لمؤسسة دار الحديث الحسنية بالرباط.

## مسيرته
ولد أحمد الخمليشي بمدينة الحسيمة يوم 15 مارس 1935 م، حصل على الباكالوريا عام 1957 م والإجازة في القانون الخاص من كلية الحقوق بالرباط عام 1960 م، كما حصل على دبلوم الدراسات العليا في القانون الخاص من كلية الحقوق بالرباط عام 1962 م، والدكتوراه في القانون الخاص من كلية الحقوق بالرباط عام 1974 م. شغل منصب قاض في محكمة الاستئناف ورئيس للمحكمة الإقليمية من 1960 إلى 1970 م. وأستاذ بكلية الحقوق بالرباط من 1971 إلى 2000.
ثم شغل منصب مدير لمؤسسة دار الحديث الحسنية بالرباط إلى سنة 2024 (وهي مؤسّسة للتّعليم العالي والبحث العلمي).
جرى، يوم الاثنين 20 ماي 2024 بالرباط، تنظيم حفل تكريم للفقيه والقاضي والأستاذ الجامعي والمدير السابق لدار الحديث الحسنية، أحمد الخمليشي، تقديرا لعطائه العلمي، واجتهاده الفكري، وعرفانا بإدارته الحكيمة.
وشكل هذا الحفل، الذي نظمته مؤسسة دار الحديث الحسنية، مناسبة لتسليط الضوء على المسار الغني حول المنجز والعطاء الفكري للسيد الخمليشي من خلال كلمات وشهادات قدمت في حقه. 

## مؤلفاته
من مؤلفات الدكتور أحمد الخمليشي
- شرح القانون الجنائي العام (مجلد)
- شرح القانون الجنائي الخاص (مجلدين)
- شرح قانون المسطرة الجنائية (مجلدين)
- التعليق على مدونة الأحوال الشخصية (مجلدين)
- المسؤولية المدنية للأبوين على أبنائهما القاصرين (مجلد)
- دراسة تمهيدية لمشروع القانون العربي الموحد في مجال رعاية الأحداث.
- تشريعات قضاء التحقيق في الدول العربية.
- سلسلة «وجهة نظر» حول نقد الفكر الفقهي الإسلامي ووسائل تجديده (صدرت منها ثمانية أجزاء).
- أبحاث ومقالات قدمت في مؤتمرات وندوات داخل المغرب وخارجه.